# Melipona orbignyi
Melipona orbignyi är en biart som först beskrevs av Guérin-Méneville 1844.  Melipona orbignyi ingår i släktet Melipona och familjen långtungebin. Inga underarter finns listade i Catalogue of Life.